# Laukkai
Laukkai (em birmanês: လောက်ကိုင်မြို့; em chinês: 老街; em hanyu pinyin: Lǎojiē), também conhecida como Laukkaing, Laogai ou Laokai, é um município e cidade, capital de Cocangue (também conhecida como Região Especial 1), no norte de Xã, na Birmânia. A cidade está situada nas margens do rio Salween, que forma a fronteira entre Birmânia e China, localizada a cerca de dez quilômetros de distância da cidade chinesa de Nansan. Em Laukkai, o dialeto do sudoeste do mandarim e os caracteres chineses são amplamente utilizados, e a moeda renmimbi está em circulação.
Ao norte, compartilha fronteira com o município de Konkyan e a China; com a última também faz fronteira ao norte e leste. No sul, divide fronteira com o município de Kunlong e Kutkai ao oeste. Situa-se numa área total de 820,9 quilômetros quadrados, com uma população superior a setenta mil habitantes. Sua precipitação anual é superior a quarenta polegadas. Foi um centro de batalhas no incidente de Cocangue, ocorrido em agosto de 2009; em 24 de agosto, foi ocupada por tropas Tatmadaw.